# 수우도
수우도(樹牛島)는 경상남도 통영시 사량면 돈지리에 속하는 섬으로 대체로 산이 많으며 사량도와 창선도 사이에 위치해 있다.
사람이 살고 있는 유인도서지역이며, 수우항이 위치해 있다.

## 주변 도서
- 농가도
- 사량도
- 창선도